# Außenpolitik

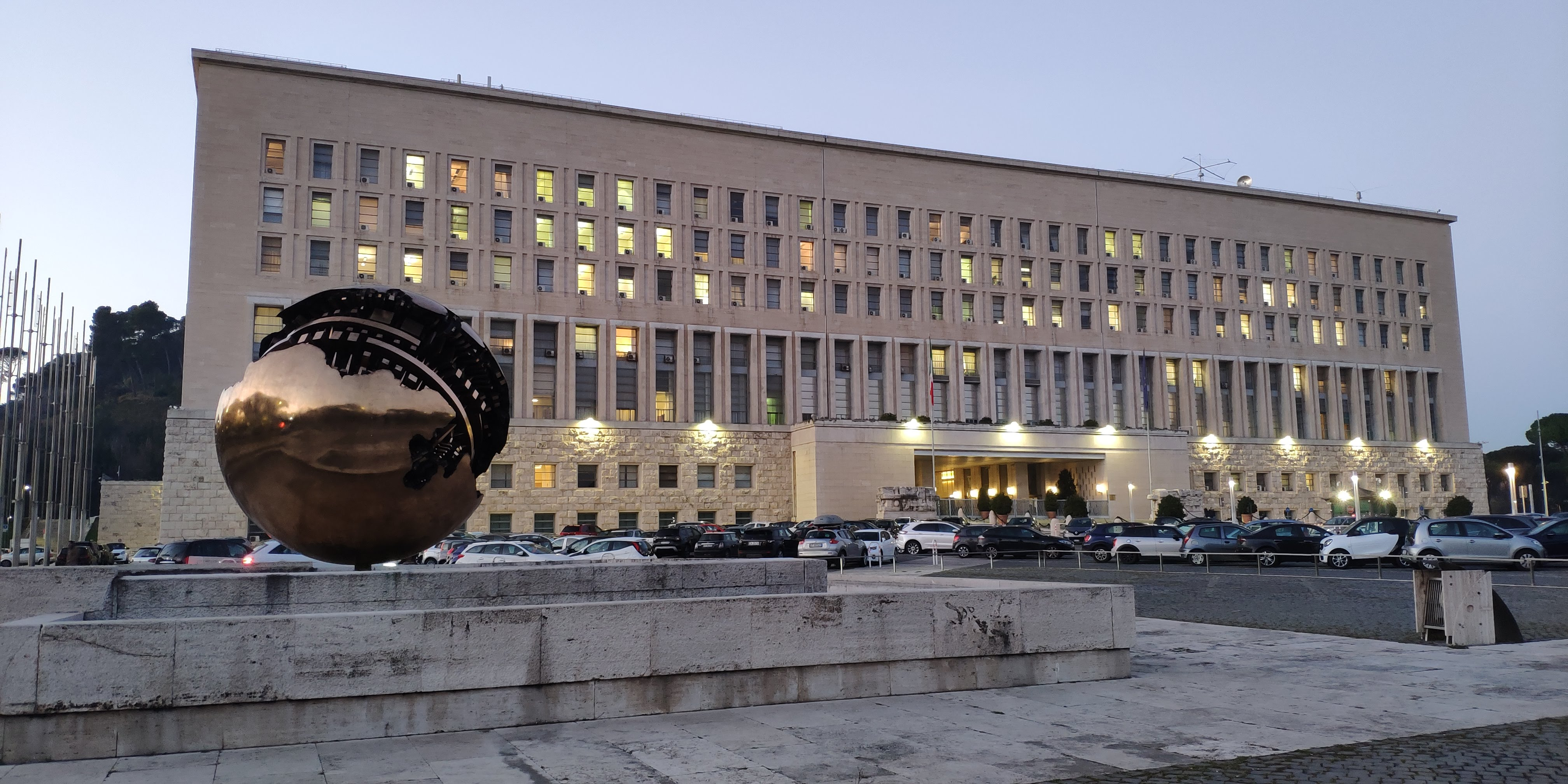
Der Farnesina in Rom, Sitz des italienischen Ministerium für auswärtige Angelegenheiten

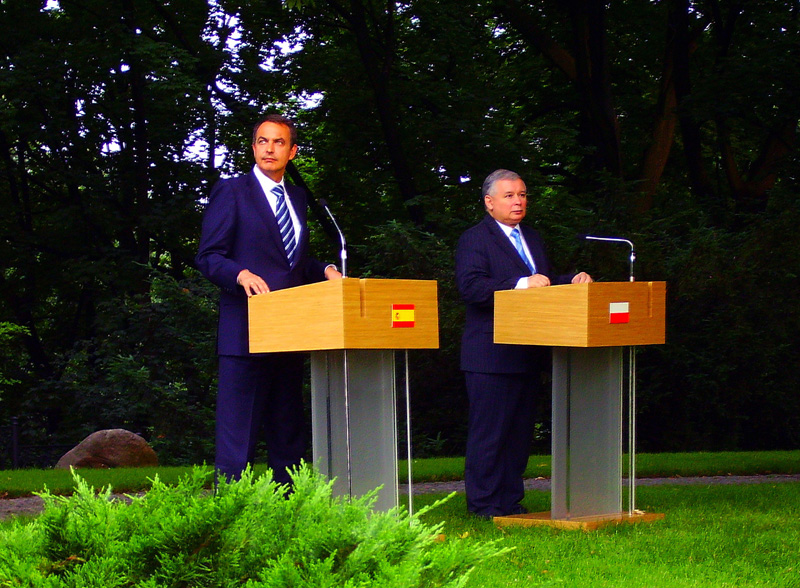
Treffen zwischen den Premierministern von Spanien und Polen (Jarosław Kaczyński) im Jahr 2007.

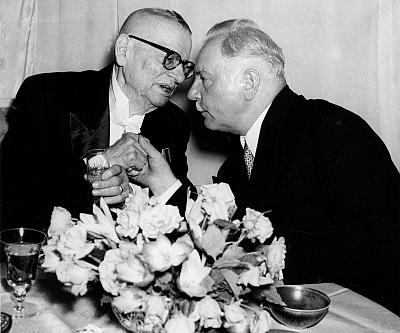
Juho Kusti Paasikivi, der Präsident Finnlands, galt als einer der Hauptarchitekten der finnischen Außenpolitik gegenüber der Sowjetunion nach dem Zweiten Weltkrieg. Von links nach rechts: Präsident Juho Kusti Paasikivi und der sowjetische Staatschef Kliment Jefremowitsch Woroschilow in Moskau.

Der Begriff der Außenpolitik (in der Schweiz Aussenpolitik geschrieben) umfasst die Summe aller Handlungen, Absichten und Erklärungen eines Staates, deren Bestimmung es ist, die Beziehungen des Staates zu anderen Staaten, Staatenbünden, Inter- oder Supranationalen Organisationen zu beeinflussen und zu regeln. Außenpolitik kann sich dabei auf unterschiedliche Bereiche wie die Sicherheitspolitik, die Außenwirtschaftspolitik, internationale Kulturbeziehungen oder Außenhilfe erstrecken.

## Außenpolitik aus politikwissenschaftlicher Sicht
„In theoretischer Perspektive wird Außenpolitik verstanden als ein Interaktionsprozess, in dem ein Staat grundlegende Ziele und Werte in Konkurrenz zu den anderen Staaten zu realisieren versucht.“
„Die Außenpolitik im gebräuchlichen Sinne bezeichnet die Handlungen eines Staates, die auf Adressaten in anderen Staaten oder in internationalen Organisationen zielen.“
Außenpolitik in einem allgemeinen Sinne kann definiert werden als „aktive und reaktive Gestaltung der Beziehungen einer staatlich organisierten Gesellschaft zu ihrer Umwelt nach Zielvorstellungen, die - in Auseinandersetzung mit dieser Umwelt - im internen Willensbildungs- und Entscheidungsprozeß entwickelt und in konkreten Handlungssituationen umzusetzen versucht werden. Dabei sind die Umweltstrukturen, die eigenen Interessen und die Interessen der anderen Staaten, die jeweiligen Machtpotentiale und Handlungssituationen bzw. deren Einschätzung und Definition von zentraler Bedeutung, und zwar sowohl bei der Erarbeitung der Strategien als auch bei der Bestimmung der jeweiligen Taktiken.“
In der Praxis erfolgt dieses Handeln eines Staates (oder auch eines Staatenbundes) vorrangig durch seine politischen Repräsentanten, z. B. durch seine Exekutive (vertreten u. a. durch den Außenminister). Die tagespolitische und administrative Vertretung der Außenpolitik eines Landes in einem anderen übernimmt üblicherweise ein Botschafter.
Dabei greift es zu kurz, die Ziele des außenpolitischen Handelns mit dem Interesse der jeweiligen Staaten gleichzusetzen, da dieses Handeln auch durch Werturteile und innenpolitische Nutzenkalküle der Akteure sowie durch Regeln und Institutionen des internationalen Systems bestimmt wird. Ein „Staatsinteresse“ definiert sich nicht von selbst, sondern wird durch die relevanten Akteure bestimmt (vgl. Diskussion zwischen Realismus und Konstruktivismus). Die Außenpolitik befindet sich daher meist in einem Spannungsfeld zwischen ideellen und materiellen Interessen.
In der Politikwissenschaft beschäftigt sich neben der Außenpolitikforschung vor allem der Teilbereich der Internationalen Beziehungen mit der Außenpolitik verschiedener Staaten sowie mit dem hierdurch geprägten Interaktionssystem.

## Einflüsse auf die Außenpolitik
Die Außenpolitik eines Staates wird von zahlreichen Faktoren beeinflusst. Nach älteren Denkmustern (Realismus) sind insbesondere die geografische Lage, das Vorhandensein von Rohstoffen; die Größe der Bevölkerung; technische, militärische und wirtschaftliche Stärke und das Bildungsniveau der Bevölkerung entscheidend.
Aktuellere Ansätze (z. B. Konstruktivismus) gehen davon aus, dass die Außenpolitik elementar von den agierenden Personen und Personenkonstellationen geprägt ist. Die Interessenlage und die Handlungsspielräume dieser Personen ist 1. individuell sehr unterschiedlich und 2. innenpolitisch geprägt. Da also vereinfachend gesagt ein Außenpolitiker als Teil der Regierung (in einer Demokratie) das elementare Interesse „Wiederwahl“ hat, wird er sich außenpolitisch nicht für Ziele engagieren, die seine Wiederwahl offenkundig gefährden würden, auch wenn er diesen Zielen persönlich nahestände. Zudem hätte ein solches Engagement nicht nur das Risiko persönlicher Nachteile, sondern würde auch kaum ratifiziert werden, hätte also keine Wirkung (vgl. Robert Putnams Two-Level-Games). Demnach ergibt sich die häufig vorhandene Stabilität der Außenpolitik auch über wechselnde Regierungen hinweg aus der sich langsamer verändernden Gesamtausrichtung und Stimmungslage in einem Staat.
Seit Beginn der Industrialisierung hat die Energiepolitik entscheidenden Einfluss auf die Außenpolitik. Energieträger sind für die Entwicklung von Staaten von entscheidender Bedeutung. Armut ist oft auch durch fehlenden Zugang zu Energie verursacht. Aufgrund dieser entscheidenden Bedeutung der Energiefrage hat die Energiepolitik großen Einfluss auf die Außenpolitik. Da fossile Energierohstoffe ungleich auf der Welt verteilt sind, ist die Sicherung des Einflusses auf die Transportwege und die Lagerstätten von fossilen Rohstoffen ein wichtiges Ziel der Energie- und damit der Außenpolitik.

## Charakter der Außenpolitik
Die Außenpolitik der meisten Staaten ist von einer gewissen längerfristigen Kontinuität (außenpolitischer Interessen) geprägt. Die Gründe dafür sind vielfältig:
1. Konstante Leitziele wie Stabilität, Kontinuität und Berechenbarkeit bleiben ebenso bestehen wie die Systeme, in denen sich die Politik bewegt (Bündnisse: pacta sunt servanda!)
2. Grundprobleme, welche die Weltlage und damit außenpolitische Aktivitäten beeinflussen, behalten häufig über lange Zeiträume ihre Brisanz (z. B. Nahostkonflikt)
3. Objektive Inlandsfaktoren (z. B. ein demokratisches Regierungssystem) bleiben bestehen, auch veränderbare Inlandsfaktoren ändern sich nicht „ruckartig“
4. Revolutionäre außenpolitische Konzepte sind aufgrund des hohen internationalen Verflechtungsgrades nicht oder nur kaum durchsetzbar. Auch der Krieg zwischen Staaten als ultima ratio scheidet immer mehr aus.

Aus diesen Gründen ändert sich auch bei einem Regierungswechsel – zumindest beim Aufeinanderfolgen demokratisch legitimierter Regierungen – die Außenpolitik zunächst meist nur in Nuancen, allenfalls Akzentverschiebungen sind möglich. (Gerade weil die Außenpolitik von Staaten oft von längerfristiger Kontinuität und einem verhältnismäßig geringen Grad an politischer Kontroversität geprägt ist, wurde sie von früheren Autoren dieses Artikels als „eine zähe, langwierige Angelegenheit“ bezeichnet.) In der Regel finden sich auch wenig außenpolitische Zielsetzungen in Wahlprogrammen. Dies liegt aber auch daran, dass in diesen meist zugespitzte Positionen zu Themenkomplexen formuliert werden, die in der innerstaatlichen Öffentlichkeit kontrovers diskutiert werden. Dabei handelt es sich oft um wirtschafts-, sozial- oder im weiteren Sinne gesellschaftspolitische, aber eben selten um außenpolitische Fragen. Eine interessante Ausnahme von dieser Regel – die für eine Vielzahl von Ländern gilt – ist die deutsche Haltung im sich zuspitzenden Konflikt zwischen den USA und dem Irak im Sommer 2002, die eine maßgebliche Rolle im Bundestagswahlkampf und wohl auch für den knappen Ausgang der Wahl gespielt hat.
Darüber hinaus ist von der Regel „Mit Außenpolitik gewinnt man keine Wahlen!“ weithin die Europapolitik ausgenommen. In vielen europäischen Ländern konnten beispielsweise Protestparteien mit antieuropäischen Kampagnen Wahlerfolge erzielen. Allerdings stellt sich die Frage, ob Europapolitik (d. h. die Gestaltung der Politik in der EU) angesichts ihrer thematischen Breite sowie ihrer unmittelbaren Auswirkungen auf die rechtlichen, wirtschaftlichen etc. Verhältnisse in den Mitgliedstaaten überhaupt noch mit dem Begriff „Außenpolitik“ erfasst wird.

## Zitate
„Die großen Nationen sind nicht von innen gemacht, sondern nach außen; nur eine geschickte Außenpolitik, eine Politik bedeutender Unternehmungen, ermöglicht eine fruchtbare Innenpolitik, die letzten Endes immer von geringerem Tiefgang ist.“

„Zwischen Staaten gibt es keine Freundschaft, sondern nur Interessen.“

„Die Außenpolitik, die auf den Interessen des eigenen Landes beruht, ist die solideste.“